# Trichoglossus rubiginosus
Trichoglossus rubiginosus е вид птица от семейство Папагалови (Psittaculidae). Видът е почти застрашен от изчезване.

## Разпространение
Видът е разпространен в Микронезия.